# Budy Garlińskie
Budy Garlińskie – wieś sołecka w Polsce, położona w województwie mazowieckim, w powiecie mławskim, w gminie Szydłowo.
| SIMC    | Nazwa         | Rodzaj     |
| ------- | ------------- | ---------- |
| 0127999 | Nowe Niemyje  | przysiółek |
| 0128007 | Stare Niemyje | przysiółek |